# Сорищи
Сорищи — река на Украине, правый приток Казённого Торца (бассейн Азовского моря). Длина реки — 12 км. Площадь водосборного бассейна 45,7 км². Уклон 4,3 м/км. Долина корытообразная. Питается за счёт атмосферных осадков и подземных источников. Ледостав неустойчивый (с декабря до начала марта). Используется для сельскохозяйственных и промышленных нужд. Левый берег является более пологим, чем правый. Сорищи имеет левый приток, который носит народное название «Ручей Ткачёва».

## Расположение
Берёт начало из пруда, который находится в селе Ореховатка в нескольких десятках метров западнее русла канала Северский Донец — Донбасс. Рядом расположены два лесных урочища: Орехово и Тупиченко. Протекает по территории Славянского района Донецкой области. Впадает в Казённый Торец в Слявянске между микрорайонами Черевковка и Химик, вблизи карандашной фабрики.

## Название
Ранее река носила название Горицы.